# Universidad de la Singularidad
La Universidad de la Singularidad es una institución académica en Silicon Valley cuya finalidad es «reunir, educar e inspirar a un grupo de dirigentes que se esfuercen por comprender y facilitar el desarrollo exponencial de las tecnologías y promover, aplicar, orientar y guiar estas herramientas para resolver los grandes desafíos de la humanidad». Su nombre hace referencia a la llamada singularidad tecnológica. Se ubica en el Centro de Investigación Ames de la NASA en Mountain View, California y está dirigida por Ray Kurzweil.

Imaginen un híbrido entre la NASA y Teresa de Calcuta, y obtendrán Singularity University. Tecnología a lo bestia, inmensa ambición, el famoso think big estadounidense e idealismo y altruismo a raudales.
Juan Martínez-Barea

De forma similar a la International Space University, la Universidad de la Singularidad no está prevista como una universidad acreditada, sino que tiene la intención de complementar las universidades tradicionales. Se ofrecerá un curso de nueve semanas que se iniciará en junio de 2009 y tendrá un coste de 25.000 dólares.
La clase inaugural de 2009 fue limitada a 40 estudiantes. Uno de los fundadores de la universidad, Peter Diamandis, ha afirmado que han recibido «más de 1.200 candidatos» para las primeros 40 plazas. Está previsto que en 2010 acepten para el curso de postgrado a 120 estudiantes.
La escuela está patrocinada por Google y la NASA, y apoyada por IDEO, International Space University, KurzweilAI.net, Singularity Hub y X PRIZE Foundation, así como por parte de varios particulares. Científicos y pensadores como Vint Cerf, George Smoot, Larry Smarr, Chris DiBona, Tom Byers, Will Wright y Paul Saffo han apoyado públicamente la Universidad. En palabras de Kurzweil:

«En cuanto una rama del conocimiento se convierte en una ciencia de la información, como ha ocurrido con la medicina tras la secuencia del genoma, se produce un avance de forma exponencial: dos, cuatro, ocho, dieciséis... (...) Eso está empezando a pasar con otros campos como la energía. En 20 años, viviremos en un mundo muy distinto: tenemos que llegar preparados a la singularidad».

Peter Diamandis ha afirmado que el éxito académico es más probable cuando los estudiantes logran mirar más allá de su propio  campo y empiezan a colaborar, estudiar y comprender el trabajo de los demás: «El mayor avance siempre se produce en los límites entre las disciplinas». Para el cofundador, Bob Richards, «La educación universitaria tradicional tiende a empujar la gente a través de embudos estrechos» por lo que «lo que queremos establecer es un trabajo en un lienzo mucho más amplio. Queremos adoptar un enfoque multidisciplinar».
Recientemente se han elegido como subsedes de la Singularity University para funcionar fuera de los Estados Unidos las ciudades de Sevilla y Tel Aviv

## Titulaciones

### Temas
La Universidad ofrece 11 temáticas de estudios diferentes:
1. Estudios de futuro y de previsión.
2. Redes y Sistemas Informáticos.
3. Biotecnología y Bioinformática.
4. Nanotecnología.
5. Medicina, Neurociencia y mejoramiento humano.
6. Inteligencia artificial, robótica y computación cognitiva.
7. Energía y sistemas ecológicos.
8. Espacio y Ciencias Físicas.
9. Política, Derecho y Ética.
10. Finanzas y espíritu empresarial.
11. Diseño

### Programas
La Universidad ofrece tres tipos de programas académicos:
- Programa de Estudios de Posgrado: un período de nueve semanas en el verano para 120 estudiantes del programa una vez al año.
- Programa Ejecutivo (10 días): para 40 estudiantes, 8 veces al año.[cita requerida]
- Programa Ejecutivo (3 días): para 20 estudiantes, 8 veces al año.[cita requerida]